# Crângeni
Crângeni es una comuna ubicada en el distrito de Teleorman, Rumania.

## Superficie
Posee una superficie de 75,44 kilómetros cuadrados.

## Demografía
Hasta 2021 la población era de 2274 habitantes, con una densidad de población de 30,14 habitantes por kilómetro cuadrado.